# Lodoïska

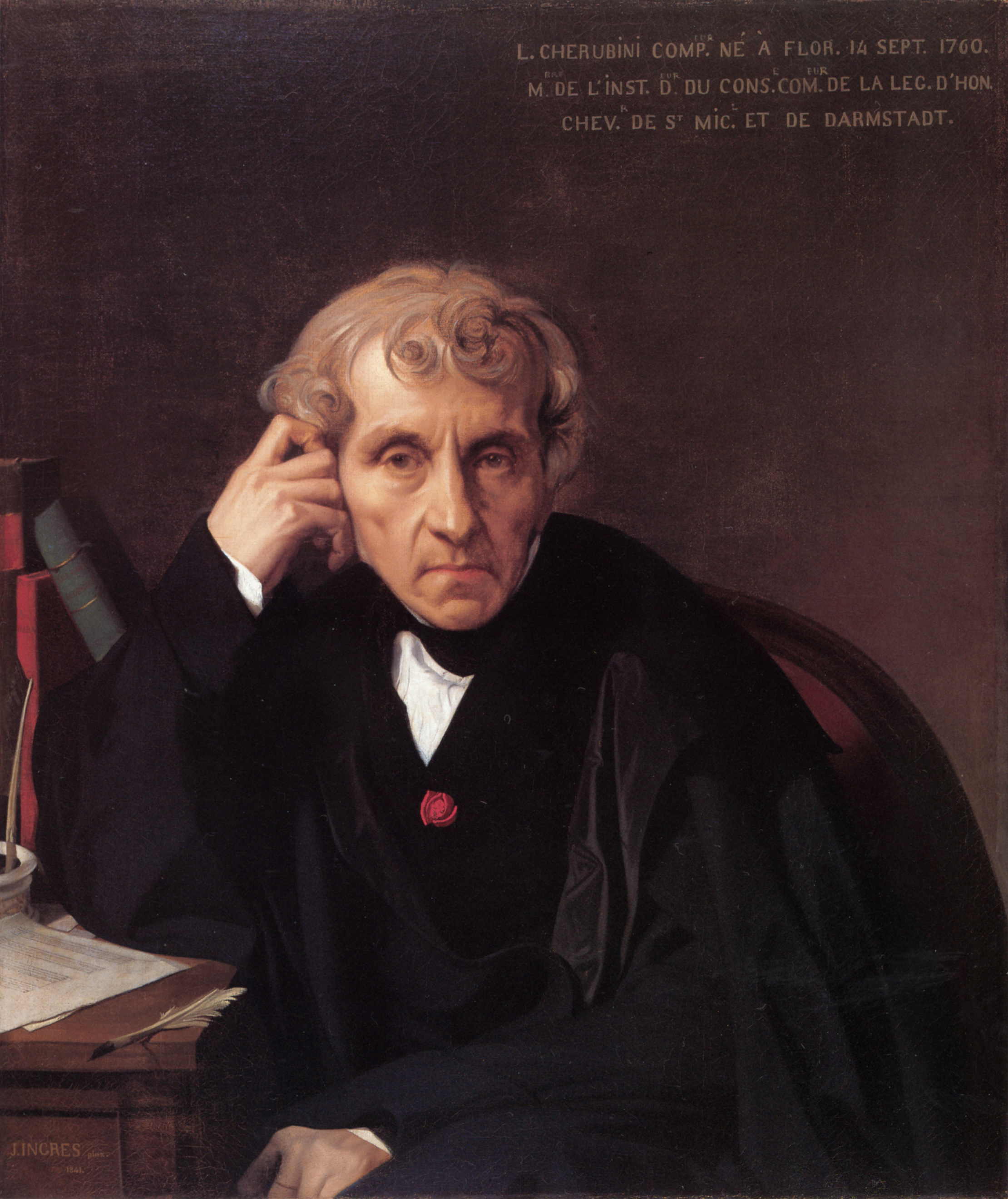
Luigi Cherubini

Lodoïska är en opera i tre akter med musik av Luigi Cherubini och libretto av Claude-François Fillette-Loraux  efter Jean-Baptiste Louvet de Couvrays novell  Les amours du chevalier de Faublas (1787-90).

## Räddningsopera
Lodoïska var Cherubinis andra opera för Paris och i motsats till Démophoon, som blev ett fiasko, vann han en stor seger med denna. Den anses vara ett av hans främsta verk och ett av de första exemplen på en räddningsopera. Efter franska revolutionen 1789 påverkades även operakonsten och det växte fram en form av revolutionsoperor där våldsamma händelser avhandlades. Ofta ställdes en individs handlande mot grymma tyranners terrorvälde. Ur denna genre växte räddningsoperan fram. I den skulle en kvinna eller man hållas fången av en hänsynslös tyrann i ett torn eller fängelse och slutligen räddas av sin äkta hälft. Beethovens opera Fidelio (1805) är ett berömt exempel på en räddningsopera.
Lodoïska uruppfördes den 18 juli 1791 på Théâtre Feydeau i Paris och spelades 200 gånger.

## Personer
- Greve Floreski (tenor)
- Lodoïska, prinsessa av Altanno (sopran)
- Dourlinski (baryton)
- Titzikan (tenor)
- Altamoras (bas)
- Lysinka (sopran)
- Varbel (baryton)

## Handling
I Polen ca år 1600.
Den grymme tyrannen Dourlinski håller prinsessan Lodoïska fången. Hennes älskade greve Florerski och hans tjänare Varbel letar efter henne och råkar i gräl med ett gäng tartarer. En strid utbryter mellan tartarhövdingen Titzikan och Floreski, som vinner och skonar hövdingen liv. De svär varandra evig vänskap och tartarerna ger sig iväg. Floreski upptäcker att Lodoïska är instängd i ett torn. Förklädda ger sig han och tjänaren in i slottet. De tas till fånga men räddas av att tartarerna stormar och bränner ner slottet. Lodoïska räddas och tyrannen grips.